# Muonioälven
Muonioälven eller Muonio älv (finska: Muonionjoki, meänkieli: Muonionväylä) är Torne älvs största biflod. Alltsedan freden i Fredrikshamn 1809 utgör Muonioälven riksgräns mellan Sverige och Finland.

## Sträckning

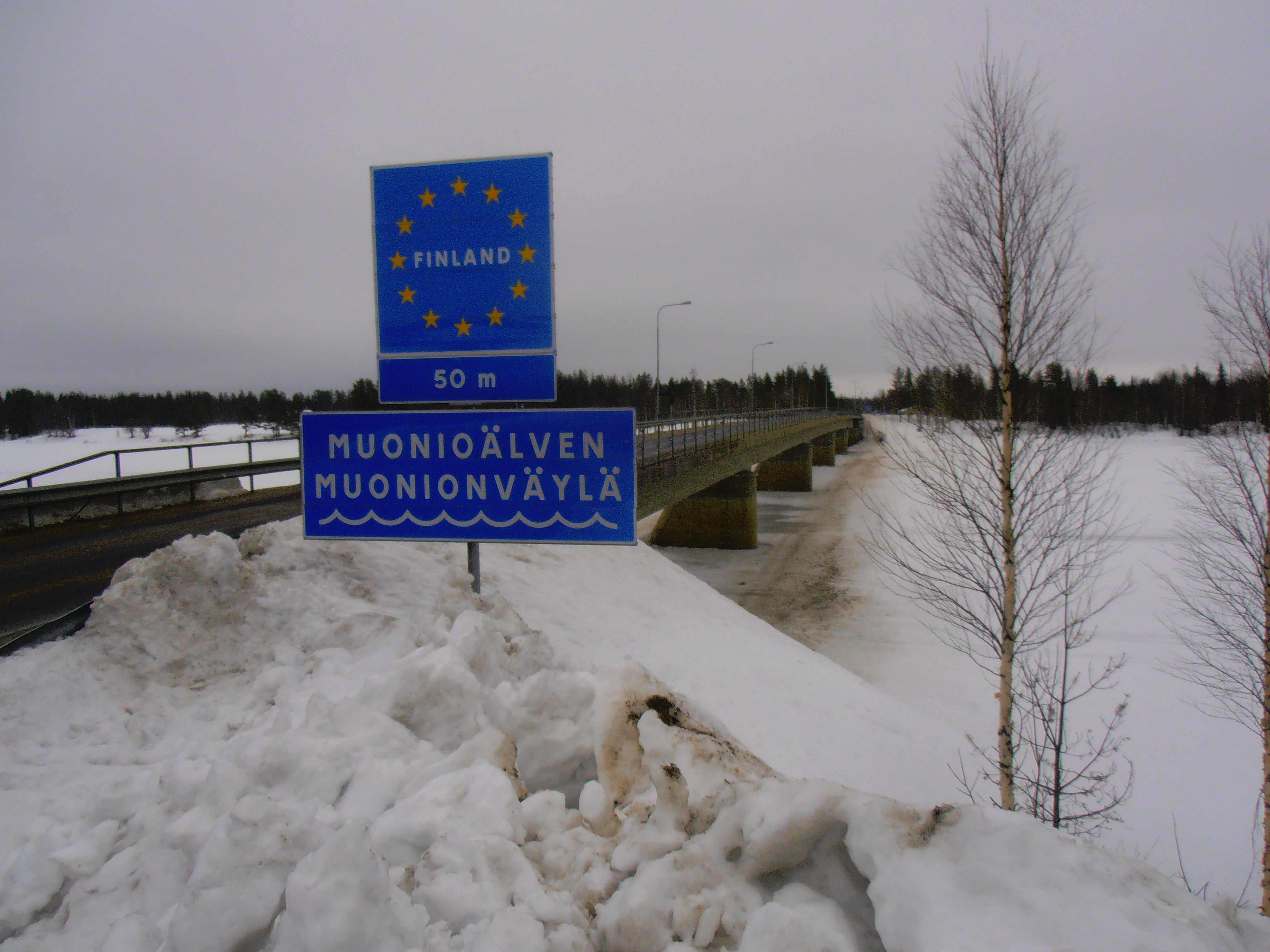
Bron vid Kaunisjoensuu.
Fotot taget i mars 2016.

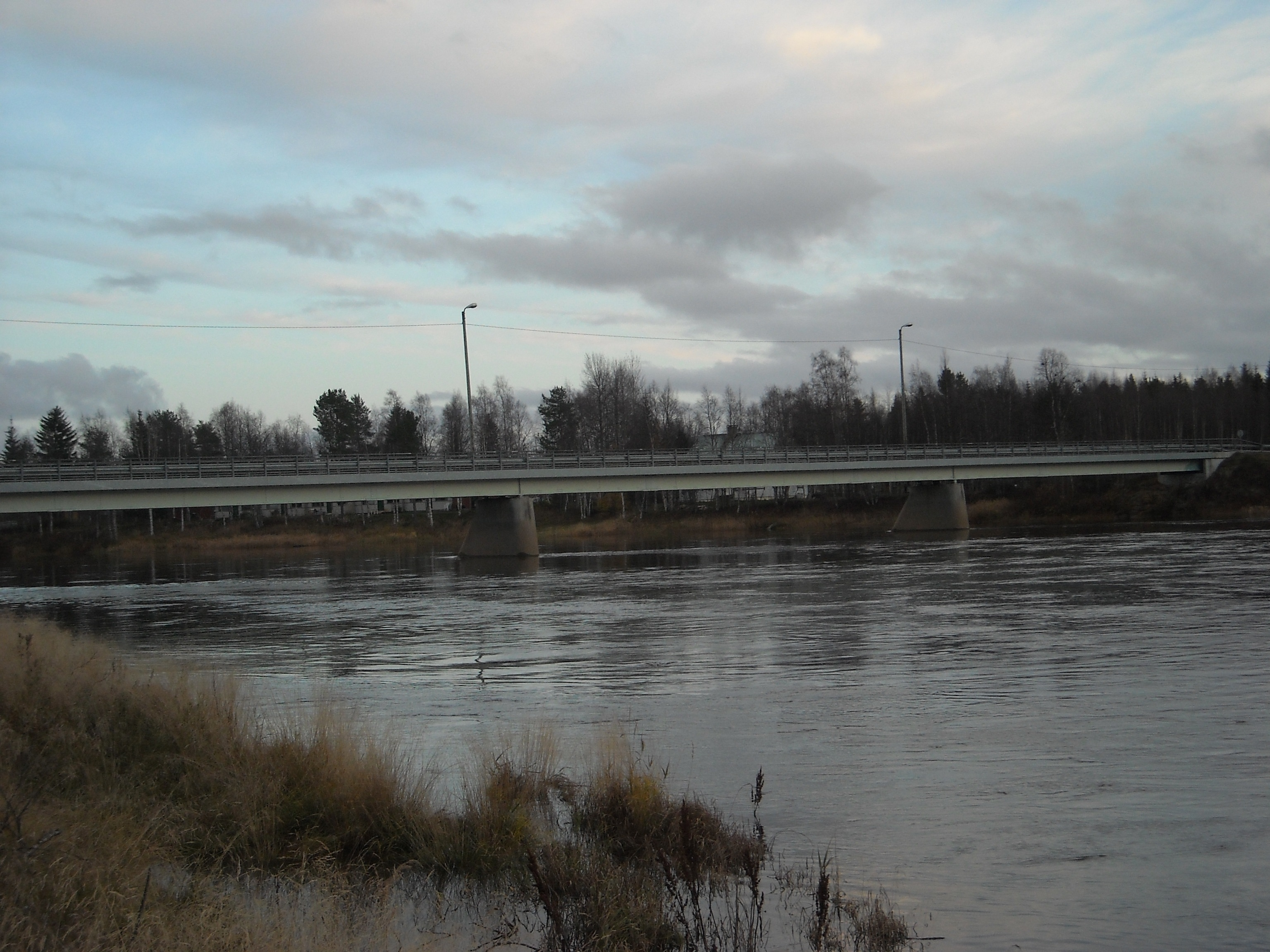
Bron över Muonioälven i Kolari.

Om man räknar Könkämä älv som Muonioälvens huvudkälla utgör älven riksgräns i stort sett från Treriksröset ner till utflödet i Torne älv sydost om Pajala. Källflöde förutom Könkämä älv är Lätäseno. Av Muonios många forsar är Muonionkoski den största, med en längd av omkring tio kilometer och sju vattenfall. Muonioälven är 380 kilometer lång (inklusive Könkämä älvs källor) och avrinningsområdet är 14 430 kvadratkilometer stort.

## Orter längs Muonioälven
- Karesuando, Kiruna kommun
- Karesuvanto, Enontekis kommun
- Kuttainen, Kiruna kommun
- Saivomuotka, Kiruna kommun
- Yli-Muonio, Muonio kommun
- Muonio, Muonio kommun
- Kätkesuando, Pajala kommun
- Muonionalusta, Pajala kommun
- Kihlanki, Pajala kommun
- Aareavaara, Pajala kommun
- Kolari, Pajala kommun
- Kolari, Kolari kommun

### Fotnoter
1. ↑  Herman Lindqvist (23 augusti 2009). ”Dagen då Sverige blev av med finska halvan av landet”. Aftonbladet. http://www.aftonbladet.se/nyheter/kolumnister/hermanlindqvist/article11968032.ab. Läst 18 september 2016.